# Aliens der Meere
Aliens der Meere (Originaltitel: Aliens of the Deep) ist ein US-amerikanischer Dokumentarfilm der Regisseure James Cameron und Steven Quale aus dem Jahr 2005. Die von Walt Disney Pictures und Walden Media produzierte Dokumentation wurde für IMAX-Kinos in 3D verfilmt.

## Handlung
Der Film zeigt Camerons Arbeit mit Wissenschaftlern der NASA, um die mittelozeanischen Rücken, Unterwasser-Gebirgsketten im Atlantik und im Pazifik, zu erkunden, in denen einige der ungewöhnlicheren Lebensformen des Planeten beheimatet sind.